# Dexter-Energietransfer
Der Dexter-Energietransfer, auch kurz Dexter-Transfer oder Dexter-Prozess genannt, ist ein nach David L. Dexter benannter quantenmechanischer Mechanismus der Energieübertragung zwischen zwei Molekülen, der auf einem Austausch von Elektronen basiert. Der Dexter-Energietransfer spielt unter anderem beim Lichtsammelkomplex der Photosynthese und in organischen Halbleitern für Laser oder LEDs eine Rolle.

## Physik
Der Dexter-Energietransfer ist der dominierende Triplett-Triplett-Energietransfer. Wichtige Voraussetzungen sind die Überlappung der Energiefunktionen von Donor- und Akzeptormolekül und ein Abstand von Donor und Akzeptor, der möglichst weniger als 1 nm beträgt. Der Gesamtspin des Donor-Akzeptor-Paars bleibt dabei erhalten.
Die Energietransferrate kET verringert sich exponentiell mit zunehmendem Abstand r von Donor und Akzeptor:
{\displaystyle k_{ET}\propto J\cdot e^{-{\frac {2r}{L}}}},
mit
- dem Integral J aus den sich überlappenden Spektren von Donor und Akzeptor
- der Eindringtiefe L der Wellenfunktion in die Umgebung (Van-der-Waals-Radius).